# Fabiola (film)
Fabiola is een Frans-Italiaanse film van Alessandro Blasetti die werd uitgebracht in 1949.
Met deze groots opgezette dramatische sandalenfilm keerde de Italiaanse cinema voor het eerst sinds het einde van de Tweede Wereldoorlog terug naar een van haar belangrijkste specialiteiten: de spektakelfilm.
Het scenario is gebaseerd op het werk Fabiola or the Church of the Catacombs (1854) van kardinaal Nicholas Wiseman.

## Samenvatting
Het oude Rome, 4e eeuw na Christus. Rhual, een jonge tot het christendom bekeerde Galliër, is naar Rome afgezakt om er deel te nemen aan gladiatorengevechten. Hij treedt in dienst van senator Fabius Severus. Bij de senator maakt hij kennis met diens dochter Fabiola en de twee jongelui worden verliefd op elkaar.
Kort daarna wordt de vader van Fabiola echter om het leven gebracht door milities van de keizer. Die hebben sporen achtergelaten die wijzen op de betrokkenheid van de christenen. De Romeinen beginnen de christenen te vervolgen. Rhual bekent dat hij een christen is. Hij wordt beschuldigd van moord en wordt veroordeeld tot vechten in de arena tot de dood erop volgt.  

## Rolverdeling
| Acteur             | Personage                                   |
| ------------------ | ------------------------------------------- |
| Michèle Morgan     | Fabiola                                     |
| Henri Vidal        | Rhual, de jonge Galliër                     |
| Michel Simon       | senator Fabius Severus en vader van Fabiola |
| Louis Salou        | Fulvio                                      |
| Massimo Girotti    | Sebastiano                                  |
| Gino Cervi         | decurio Quadrato                            |
| Elisa Gegani       | Sira                                        |
| Paolo Stoppa       | proconsul Manlio Valerio                    |
| Franco Interlenghi | Corvino                                     |
| Gabriele Ferzetti  | Claudio                                     |
| Rina Morelli       | Faustina                                    |